# Lezbos
Lezbos ili Lezb (grčki: Λέσβος, Lesbos, novogrčkim izgovorom „Lesvos“) je treći po veličini otok u Grčkoj i najveći u skupini Egejskih otoka. Upravno otok pripada istoimenom okrugu Lesbos, a najveći grad na otoku, Mitilena, je i njegovo upravno središte. Manji gradovi su: Kaloni, Molivos, Plomari, Ajazos, Erezos i Petra.

## Naziv i značenja
U grčkoj mitologiji, zaštitnik otoka je bio istoimeni "Lesbos", sin Lapita koji je oženio Metimnu.
Riječ lezbijski je nastala od imena otoka. Ovaj pridjev potječe iz djela čuvene pjesnikinje s Lezbosa, Sapfo, u kojima je opisana ljubav između žena.
Stanovnici Lesbosa se nazivaju Lesvonijani (mjesto Lezbijanci) ili "po grčki" Lesvioti.

## Zemljopis
Iako je Lezbos otok u sastavu Grčke, daleko je bliže turskom kopnu (oko 15 km na najbližijem mjestu), a najbliži veliki grad je turski Izmir (zrakoplovom oko 100 km), daleko bliže od Atene. Otok ima vrlo razuđenu obalu, ukupne dužine čak 320 km, i poseduje i veliki zaljev Kalonis, dubok oko 20 km.
Dvije velike planine se nalaze na sjevernom i središnjem dijelu otoka: Lepetimnos i Olimp s visinom od 968 m n.v. Na otoku postoje ostaci vulkanskog djelovanja: brojni topli izvori. 
Klima je sredozemna s toplim i dugim ljetima. Zime su blage i kišovite. Prosječna godišnja temperatura je 18 °C), a na višim predjelima u unutrašnjosti prelazi u hladniju planinsku klimu. Količina padalina je oko 750 mm godišnje po m². Zbog blizine kopna otok je bogat podzemnim vodama, što je omogućuje razvoj bujnog zelenila. Ovo je i razlog što otok nosi nadimak "smaragdni otok". Na Lesbosu raste čak 11 milijuna stabala maslina, pod kojom je oko 40% otoka, dok na šume zimzelenog hrasta i bora pada 20%. Ostatak čine kameniti predjeli i pješčane plaže. Zanimljivost otoka su skamenjeni ostatci starih sekvoja.

## Povijest
Otok Lesbos je naseljeno još od brončanog doba. Prvi put se spominje u zapisima Hetita kao "Lazpa". Prvi važniji događaj vezan za otok bilo je ahemenidsko osvajanje otoka tijekom Grčko-perzijskih ratova. U kasnijem razdoblju otok je bio u Delskom savezu. U doba antičke Makedonije otok je bilo pod njenom vlašću do 79. g. pr. Kr., kada ga zauzimaju Rimljani.
Tijekom najvećeg dijela srednjeg vijeka Lezbos je bio die Bizanta. Iz ovoga razdoblja postoji velik broj vrijednih crkava. Godine 1335. otok su pridobili Genovljani, da bi ga na kraju osvojili Turci 1462. g. Otok je tada bilo poznato kao Midili. Ponovo je postalo dio Grčke tek 1912. godine.

## Stanovništvo
Glavno stanovništvo prefekture Lezbos su Grci. Broj stanovnika bi bio daleko veći da tijekom 20. stoljeća nije bilo velikog iseljavanja u veće gradove u zemlji i inozemstvo.
U gradu Mitileni živi 1/4 stanovništva otoka.

## Gospodarstvo
Gospodarstvo Lezbosa se najvećim dijelom oslanja na poljoprivredu, posebno na uzgajanje maslina. Otok je poznat i po uzgajanju voća i vinove loze, ribarenju, i proizvodnji uza.
U novije vrijeme počeo se razvijati turizam, potpomognut izgradnjom nove zračne luke.

## Vanjske poveznice
- Službena stranica
- Informacije o otoku
- Informacije o maslinovom ulju s otoka (prema UNESCO-u najbolje ulje u Grčkoj)
- Turističke informacije  Arhivirana inačica izvorne stranice od 20. siječnja 2019. (Wayback Machine)